# Universidad de Charleston
La Universidad de Charleston (University of Charleston en inglés) es una universidad privada ubicada en Charleston (Virginia Occidental), Estados Unidos de América.

## Historia
Se fundó en 1888 como Seminario Barboursville de la Iglesia Metodista del Sur. En 1901 cambió de nombre a Morris Harvey College. En 1940 se independizó de la Iglesia metodista y en 1978 volvió a cambiar de denominación a la actual.

## Deportes
Charleston compite en la Mountain East Conference de la División II de la NCAA.